# Блануца Олег Олександрович
Оле́г Олекса́ндрович Блану́ца — український військовик, артилерист, полковник Збройних сил України.

## Життєпис
Командир дивізіону 72-ї окремої механізованої бригади. Потім начальник артилерії тієї ж бригади. Від квітня 2016 року командир новосформованого 32-го реактивного артилерійського полку ВМС.

## Військові звання
- підполковник (2014)
- полковник

## Нагороди
- 8 вересня 2014 року — за особисту мужність і героїзм, виявлені у захисті державного суверенітету та територіальної цілісності України, вірність військовій присязі під час російсько-української війни, відзначений — нагороджений орденом «За мужність» III ступеня.[1]